# Eustictus obscurus
Eustictus obscurus är en insektsart som beskrevs av Knight 1925. Eustictus obscurus ingår i släktet Eustictus och familjen ängsskinnbaggar. Inga underarter finns listade i Catalogue of Life.